# Anninsaari (ö i Norra Karelen, Joensuu, lat 62,90, long 28,97)
Anninsaari är en ö i Finland. Den ligger i sjön Keski-Musti och i kommunen Polvijärvi i den ekonomiska regionen  Joensuu ekonomiska region  och landskapet Norra Karelen, i den centrala delen av landet, 400 km nordost om huvudstaden Helsingfors. Öns area är 0,7 hektar och dess största längd är 130 meter i nord-sydlig riktning.